# 우쓰노미야역
우쓰노미야역(일본어: 宇都宮駅, うつのみやえき)는 일본 도치기현 우쓰노미야시에 있는 철도역이다.

## JR 동일본

### 도호쿠 신칸센
- 승강장 형태: 상대식 승강장 2개 4선

| 1    | ■ 도호쿠 신칸센                | "야마비코・Max 야먀비코" 나스노・Max 나스노"     | 고리야마・후쿠시마・센다이・모리오카 방면 |
| 1    | ■ 야마가타 신칸센              | "쓰바사"                                         | 후쿠시마・요네자와・야마가타・신조 방면   |
| 2・3 | (무정차통과하는 열차가 사용함) | (무정차통과하는 열차가 사용함)                   | (승강장 없음)                             |
| 4    | ■도호쿠 신칸센                 | 야마비코・Max 야먀비코 나스노・Max 나스노 쓰바사 | 오미야・우에노・도쿄 방면                 |

### 기존선
- 승강장 형태: 혼합식 승강장 3개 5선

| 5     | ■ 우쓰노미야 선    | (일부 열차만 사용함)                   | 우지이에・야이타・구로이소 방면                   |
| 5     | ■ 닛코 선          |                                        | 가누마・이마이치・닛코 방면                       |
| 7     | ■ 도호쿠 본선      | 침대특별 "호쿠토세이"・"카시오페이아"  | 하코다테・히가시무로란・도마코마이・삿포로 방면   |
| 7     | ■ 닛코 선          |                                        | 가누마・이마이치・닛코 방면                       |
| 7・8  | ■ 우쓰노미야 선    |                                        | 우지이에・야사카・구로이소 방면                   |
| 7・8  | ■ 우쓰노미야 선    |                                        | 이시바시・오야마・오미야・우에노 방면             |
| 7・8  | ■ 쇼난 신주쿠 라인 | (요코스카 선으로 직결 운행)            | 이시바시・오야마・오미야・신주쿠역・요코하마 방면 |
| 9・10 | ■ 우쓰노미야 선    |                                        | 우지이에・야사카・구로이소 방면                   |
| 9・10 | ■ 가라스야마 선    |                                        | 오가네・가라스야마 방면                           |
| 9・10 | ■ 우쓰노미야 선    |                                        | 이시바시・오야마・오미야・우에노 방면             |
| 9・10 | ■ 쇼난 신주쿠 라인 | (요코스카 선으로 직결 운행)            | 오야마・오미야・신주쿠・요코하마 방면             |
| 9・10 | ■ 도호쿠 본선      | 침대 특별 "호쿠토세이"・"카시오페이아" | 오미야・우에노 방면                               |

## 우츠노미야 하가 경전철선
동쪽 출구 역 앞 광장에 위치하며, 섬식 홈 1면 2선, 회차 설비를 갖추고 있다. 이 밖에 여객 서비스 시설로 무료 Wi-Fi 접속 포인트와 관광 및 교통 정보를 제공하는 다기능형 디지털 사이니지 '코레오 터치'(시모노 신문사 운영)가 정비되어 있다. 가칭은 'JR 우쓰노미야역 동쪽 출구'였다.

### 승강장
| 번선 | 노선                       | 목적지                                | 비고 |
| ---- | -------------------------- | ------------------------------------- | ---- |
| 1    | ■ 우츠노미야 하가 경전철선 | 하가・타카네자와 공업단지 정류장 방면 |      |
| 2    | ■ 우츠노미야 하가 경전철선 | 하가・타카네자와 공업단지 정류장 방면 |      |

## 역세권 정보

### 버스
도부 우쓰노미야 역, 우츠노미야 대학, 모오카 , 모테기 (트윈 링크 모테기) , 가누마 , 닛코 동조궁 행 등이 있다.

### 주변 시설
- 도치기현청
- 우쓰노미야시청
- 라라 스퀘어
  - 요도바시 카메라
- 우쓰노미야 만두관

## 역사
- 1885년 7월 16일 개업
  - 일본에서 처음으로 역 도시락이 판매되었다.
- 1982년 6월 23일 도호쿠 신칸센 개업

## 인접역
| 우츠노미야 경전철 우츠노미야 하가 경전철선 | 우츠노미야 경전철 우츠노미야 하가 경전철선 | 우츠노미야 경전철 우츠노미야 하가 경전철선  |
| ------------------------------------------ | ------------------------------------------ | ------------------------------------------- |
| 시·종착역                                  | ■ 우츠노미야 하가 경전철선                 | 히가시주쿠고 하가・타카네자와 공업단지 방면 |